# Kvas
Kvas (bělorusky квас; litevsky gira; rusky квас; ukrajinsky квас, хлібний квас, сирівець; lotyšsky kvass; estonsky kali; polsky kwas chlebowy) je nápoj vyráběný kvašením obilnin s mírným obsahem alkoholu (do 0,5 %). Nápoj je rozšířený ve východní Evropě, především v Rusku, v Bělorusku, na Ukrajině, v Pobaltí nebo také v Kazachstánu a na Sibiři u Evenků, kteří ho nazývají brága.
Podle Jungmannova slovníku z roku 1835 byl kvas známý dříve i Čechům a od tohoto nápoje bylo odvozeno označení kvas pro hostinu (též hodokvas).
Pod názvem „kvas“ (a jeho jinojazyčnými ekvivalenty) jsou běžně prodávány také hotově balené sycené, zcela nealkoholické nápoje s příchutí kvasu. Je-li tradiční fermentovaný kvas prodáván jako hotově balený, bývá odlišován nějakým přívlastkem vyjadřujícím jeho tradičnost (nejpřesněji jako „fermentovaný kvas“), jako rozlišení poslouží také udávaný obsah alkoholu. Typicky se však v teplých dnech čepuje ve stáncích na ulici.

## Výroba

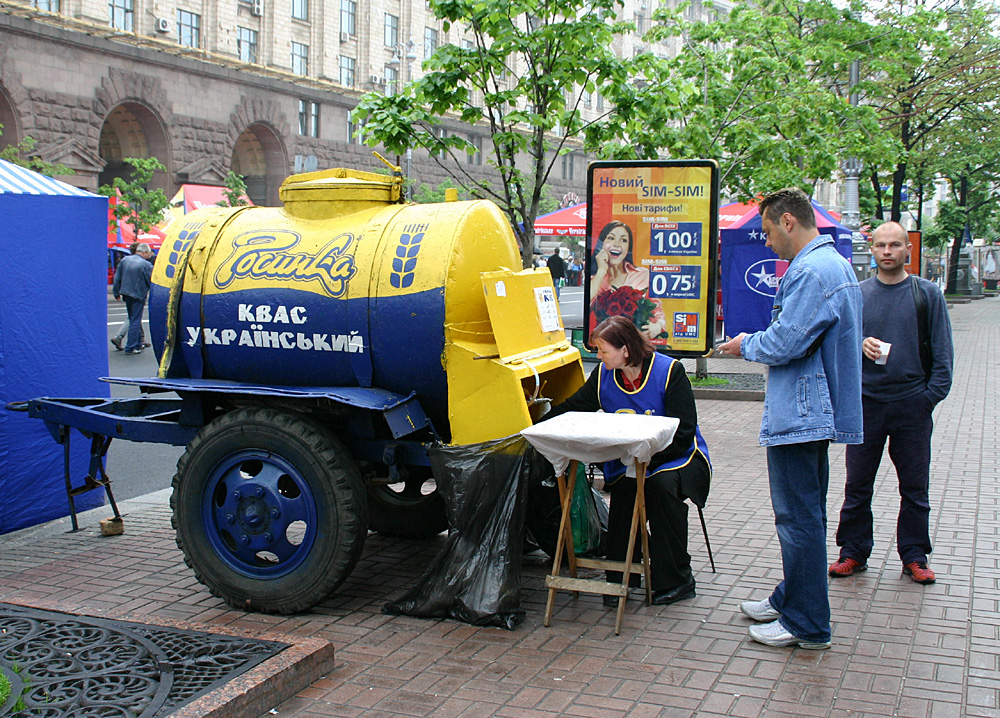
Cisterna s kvasem v Kyjevě

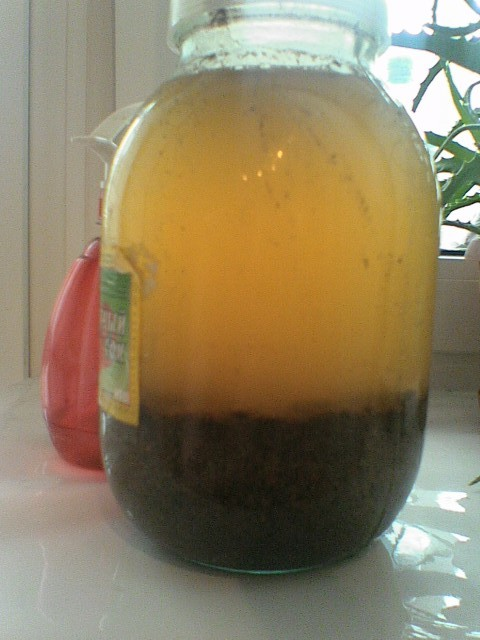
Kvasící kvas

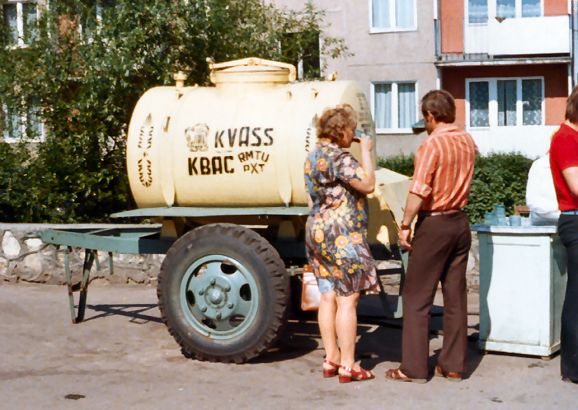
Prodej kvasu v Rize (1977)

Při původním postupu výroby kvasu se nechá kvasit voda, mouka a tekuté sladové těsto. Zkvašený základ kvasu se dále zředí vodou, přidají se kvasnice, cukr a aromatické přídavky a poté se uvaří. Aromatickým přídavkem může být ovoce či ovocná šťáva (třešně, maliny, citróny, aj.), anebo zázvor či máta. Tradičně vyráběný kvas je tedy příbuzný pivu. Počáteční fáze procesu vaření obou nápojů jsou velmi podobné. Postup výroby tradičně vychází z mletí obilí, míchání s vodou, pak vaření a kvašení. Proces kvašení kvasu je kratší a není chmelen.
Kvas je fermentovaný, pěnivý mírně alkoholický nápoj s výraznou přírodní chutí a aroma žitného chleba, neobsahuje syntetické látky určené k aromatizaci ani barviva. Technologie zpracovaní obilí vyvinutá již na počátku 20. století umožňuje zachovat vitaminy E a B, minerály a další biologicky aktivní látky.
Před užitím se doporučuje chladit nápoj pod +15 °C.
Kvas obsahuje vodu, cukr, žitno-ječmenný slad, oxid uhličitý, kyselinu mléčnou, citronovou, askorbovou (vitamín C), vápník, hořčík, vitamíny B1, B2, B6, B12, E.
Průměrné výživové hodnoty na 100 ml jsou:
Tuky – 0 g, sacharidy – 8,3 g, bílkoviny – 0,1 g, energetická hodnota 34 kcal (142 kJ)
Většina nealkoholických nápojů se vyrábí smícháním vody a koncentrátů, s přídavky barviv a různých dochucovadel a konzervantů.